# Myrsine emarginella
Myrsine emarginella är en viveväxtart som beskrevs av Friedrich Anton Wilhelm Miquel. Myrsine emarginella ingår i släktet Myrsine och familjen viveväxter. Inga underarter finns listade i Catalogue of Life.